# Félhangzó
A fonetikában és a fonológiában a félhangzó terminus olyan beszédhangot nevez meg, amely átmeneti a mássalhangzó és a magánhangzó között, mivel egyes vonások révén az egyikre, mások révén a másikra hasonlít. Másként fogalmazva a félhangzók „nem tekinthetők karakteresen sem magánhangzóknak, sem mássalhangzóknak”. Egy másik meghatározás is megállapítja ezt a jellegzetességet, de azt is állítja, hogy a félhangzó olyan magánhangzó, amelyet csak együtt lehet kiejteni egy másik magánhangzóval ugyanabban a szótagban.
A magyar nyelv fonetikája nem tart számon félhangzókat. A magyarban megvan ugyan a [j] hang, amelyet egyéb nyelvekében félhangzónak vagy annak is tartanak, de a magyarban egyszerűen mássalhangzónak számít. Az egyetlen félhangzónak tekinthető az az [u] hang, amely a sztenderd nyelvváltozatban az egyedüli kettőshangzónak (diftongusnak) tekinthető csoportban van jelen olyan szavakban, mint autó vagy trauma.
A fenti általános definíción kívül a félhangzónak nevezett hangot különféleképpen kezelik attól függően, hogy hogyan tekintik: csak fonetikai szempontból, vagy fonológiaiból is. Az egyes nyelvek nyelvészetei abban a tekintetben is kezelik, hogy milyen fonológiai szerepei vannak vagy nincsenek az adott nyelvben.
E hangtípus hagyományos kezelése inkább a fonetikai oldalát veszi figyelembe, mint a fonológiait. Újabb nézetben a fonológiai szempont fontos. Ebben egyes szerzők szerint a félhangzó terminus pontatlan és elavult, és inkább az angol glide szóval nevezik meg. Az angol köznyelvben ez ’siklás’-t jelent, a fonetikában pedig olyan átmeneti hangot nevez meg, amelyet a képzőszervek produkálnak akkor, amikor megközelítik egy másik hang képzését vagy eltávolodnak a képzésétől. Megjegyzendő azonban, hogy az angol nyelv fonetikájában egyes szerzők nem csak a hagyományosan félhangzónak nevezettre értik a glide terminust, hanem a diftongus terminus szinonimájának is tartják, amelyet úgy határoznak meg, hogy ez olyan magánhangzó, amely képzése egy bizonyos magánhangzó képzéséből egy másik képzésébe siklik.

## Fonetikai megközelítés
A felhangzóknak nevezett hangoknak egyrészt a magánhangzókkal, másrészt a mássalhangzókkal vannak közös képzési vonásaik. Akusztikai (hangzási) szerkezetük nekik megfelelő magánhangzókéihoz hasonlóak. Például a francia nyelvben ezek az [i], az [u] és az [y] (magyar ü). Egyes helyzetekben vagy félhangzókként, vagy a nekik megfelelő magánhangzókként ejthetők, pl. louer ’bérelni’ gyors beszédben [lwe], de lassú beszédben [luˈe]. A szájüreg nyílásának foka képzésükkor átmeneti a legnyíltabb mássalhangzóké és a legzártabb magánhangzóké között. Ez akusztikai téren tisztán nem meghatározott formánsszerkezetet eredményez, ami megkülönbözteti a félhangzókat a magánhangzóktól. Ugyanakkor ez a szájüregnyílási fok akadály hiányát idézi elő a kiáramló levegő útjában, viszonylag nagyméretű energiakoncentrációt idézve elő, ami megkülönbözteti őket a mássalhangzóktól. Egy másik jellegzetessége a félhangzónak, amely a mássalhangzóé is az, hogy aszillabikus, azaz nem lehet szótag magja, és következésképpen nem hangsúlyozható.
Mivel e hangtípus részben magánhangzószerű, részben mássalhangzószerű, van olyan elnevezése, amely ’félmagánhangzó’ jelentésű (spanyolul semivocal) és olyan, amely ’félmássalhangzó’-t jelent (spanyolul semiconsonante). Egyes szerzők ezeket szinonimáknak tekintik.
Vannak olyan szerzők is, akik megkülönböztetik a kettőt, például az olasz nyelv fonetikájában vagy a spanyoléban. Eszerint ugyanaz a hang lehet különböző természetű különböző helyzetekben. Ha a hang megelőzi a szillabikus magánhangzót (a szótagmagot), akkor félmássalhangzó lenne, pl. i a piedra ’kő’ szóban, és félmagánhangzó, ha a szótagmag után van, pl. i az aire ’levegő’ szóban.
Más szerzők a félhangzóknak nevezett hangokat a mássalhangzók közé sorolják, mégpedig a közelítőhangok (approximánsok) közé. Ilyen például a magyar nyelvben meglévő [j] is.
Az egyes nyelvek nyelvészeteitől és szerzőktől függően megvan az a nézet, hogy legalább egyes félhangzóból és magánhangzóból képzett egy szótagban kiejtett csoportok kettőshangzók, és ha ilyenekhez még egy félhangzó csatlakozik, akkor hármashangzók (triftongusok). Ez a hangtípus ilyen hangcsoportok aszillabikus részét/részeit képezi. Részletek erről lentebb, az egyes nyelvekről szóló szakaszokban.
A félhangzóknak nevezett hangok fonetikai írása sem egységes. A francia nyelv fonetikájában úgy írják őket, mint az approximánsokat (közelítőhangokat) a nemzetközi fonetikai ábécében: [j], [w] és [ɥ]. Az angol nyelv fonetikájában több írásmód van. Egyes szerzők a [j] és a [w] jeleket használják diftongusokon kívül, amikor mássalhangzóknak tekintik őket, de diftongusokban is, az olyanokat pedig, amelyek nem lehetnek mássalhangzók, a nekik megfelelő magánhangzók jeleivel írják (pl. [ə]). Mások a [j]-t és a [w]-t csak diftonguson kívül használják, diftongusokban pedig a nekik megfelelő magánhangzók jeleit: az [ɪ]-t a [j] helyett és az [ʊ]-t a [w] helyett. Megint mások a [j]-t és a [w]-t használják diftonguson kívül és félkarikával (◌̯) ellátott magánhangzók jeleit diftongusban: [ɪ̯], [ʊ̯]. Ezt az írásmódot alkalmazzák általában a román nyelvészetben, amelyben ilyen hangok az [i̯], az [u̯], az [e̯] és az [o̯].

## Fonológiai megközelítés
Egyes szerzők szerint a félhangzóknak nevezett hangok csak fonetikai szempontból alkotnak külön hangosztályt, fonológiailag mássalhangzók, mivel funkciójuk szótagban ugyanaz, mint a vitathatatlanul mássalhangzóknak tekintetteké, azaz nem képezhetik a szótag magját és nem hangsúlyozhatók.
E hangtípust illetően többek között felvetődik az a kérdés, hogy melyek soha sem fonémák, hanem csak allofónok (fonémák megvalósulási változatai), és az, hogy mely helyzetekben nem fonemikusok azok, amelyek fonémák. Ez a kérdés azzal a kérdéssel függ össze, hogy egy ilyen hangból és egy magánhangzóból álló csoport egyazon szótagban diftongus-e vagy nem, és ha diftongus, fonéma-e vagy nem. Részletek ezekről is az alábbi szakaszokban.

## A félhangzóknak nevezettek néhány nyelvben

### Az angolban
Ennek a nyelvnek a nyelvészetében különféle nézetek vannak ezekről a hangokról.
Például Rogers 2003 a /j/-t (pl. a yes ’igen’ szóban) és a /w/-t (az anyway ’akárhogy’ szóban) mássalhangzó fonémáknak tekinti szótag elején. Ezeket ugyanúgy ejtik ki öt diftongus aszillabikus részeként a sztenderd brit angol nyelvben. Ebben a helyzetben nem tartja őket fonemikusoknak, hanem szerinte maguk ezek a diftongusok magánhangzó fonémák: /ej/ (say ’mond’), /əw/ (tone ’tónus), /aj/ (dine ’vacsorázik’), /aw/ (down ’lent’) és /ɔj/ (coin ’érme’). Ezekhez hozzáad még három fonémának tekintett diftongust, amelyek aszillabikus része [ə] : /ɪə/ (idea ’ötlet’), /ɛə/ (Sarah) és /ʊə/ (jury ’zsűri’). Ugyanakkor úgy véli, hogy elvben akármelyik mássalhangzó aszillabikus résszé válhat diftongusban (pl. [ja], [wɛ], [ɛw]), de csak az előbbi nyolcat tartja fonémáknak. Egyébként glide-nak nevezi a diftongusok aszillabikus részét, de ezt a terminust a „diftongus” szinonimájaként is használja.
Szintén a sztenderd brit angolt illetően Zsiga 2013 glide-nak nevezi a /j/-t és a /w/-t, fonémáknak tekintve őket olyan szavakban, mint you ’te, ti’ és well ’jól’. Ezek aszillabikus részek is szillabikus magánhangzókkal egyazon szótagban. Fonológiai szempontból e szerző szerint az aszillabikus rész olykor jelentésmegkülönböztető, máskor nem az. Akkor jelentésmegkülönböztető, tehát fonemikus, amikor szemben áll magánhangzóval és maga különbözteti meg szavak jelentését, azaz minimális párok létrejöttéhez járul hozzá. Példák:
find [faɪnd] ’talál’ vs. fond [fɒnd] ’vkit/vmit szerető’;
found [faʊnd] ’(meg)talált’ vs. fond;
soy [sɔɪ] ’szója’ vs. saw [sɔː] ’fűrész’.
Az aszillabikus rész nem fonemikus, ha nem vesz részt minimális pár létrejöttében. Következésképpen Zsiga 2013 szerint csak [aɪ], [aʊ] és [ɔɪ] valódi diftongusok, anélkül, hogy fonémáknak nevezné őket. Egyéb magánhangzó + glide csoportokat csak diftongussá váló magánhangzóknak tekinti.

### A franciában
A francia nyelv nyelvészetében három hangot vesznek számba félhangzókként, amelyeket a mássalhangzók közé sorolnak: [j] (pl. a lion [ljɔ̃] ’oroszlán’ szóban), [w] (louer [lwe] ’bérelni’) és [ɥ] (buée [bɥe] ’pára’). Általában úgy tekintik, hogy a [w] és a [ɥ] az /u/ és az /y/ magánhangzó fonémák allofónjai. Ugyanakkor elterjedt vélemény az, hogy a franciában nincsenek sem diftongusok, sem triftongusok. Ezt az az érv támasztja alá, hogy mássalhangzó után, mint az előbbi példákban, a félhangzóknak megfelelő magánhangzókat lehet kiejteni külön szótagokban, tehát ezek a szavak [liˈɔ̃]-, [luˈe]-, illetve [byˈe]-ként is hangozhatnak.

### Az olaszban
E nyelv hagyományos fonetikájában úgy tekintik, hogy az i és az u mássalhangzók félmássalhangzókká válnak, amikor hangsúlytalanok és magánhangzó követi őket, azaz emelkedő kettőshangzóban, pl. a piede ’lábfej’ és a guerra ’háború’ szavakban. Ezzel szemben félmagánhangzókká válnak, szintén hangsúlytalanul, mássalhangzó után: mai ’soha’, auto.
Dubois 2002 szerint az olasz nyelvben /j/ fonéma szótag elején, mivel van olyan minimális pár, mint iato ’hiátus’ vs. lato ’oldal’, viszont az /i/ magánhangzó allofónja szótag végén, pl. mai ’soha’. Ebben a szóban kiejthető [j]-ként, az [aj] diftongusban véve részt, amikor nem követi szünet (a gyors tempójú beszédben), vagy [i]-ként, külön szótagban, szünet előtt (lassú beszédben).

### A spanyolban
Narumov 2001 fonológiai szempontból közelíti meg a félmássalhangzó és a félmagánhangzó közötti különbséget a spanyol nyelvben. Szerinte két olyan fonéma van, amely olykor félmássalhangzóként, máskor félmagánhangzóként valósul meg.
A /j/ fonéma:
- [j] félmássalhangzó szó belsejében, magánhangzók között vagy mássalhangzó után: suyo [ˈsujo] ’az övé’, viene [ˈvjene] ’jön’;
- [i̯] félmagánhangzó magánhangzó után: soy [soi̯] ’vagyok’, veinte [ˈbei̯nte] ’húsz.

Ez a fonéma előfordul még zöngés palatális affrikáta mássalhangzóként ([ɟ͡ʝ]) [ɲ] és [ʎ] után: enjugar [eɲɟ͡ʝuˈgar] ’törölni, el hielo [eʎˈɟ͡ʝelo] ’a jég’.
A /w/ fonéma:
- [w] félmássalhangzó szó elején és szó belsejében, magánhangzó előtt: huevo [ˈweβo] ’tojás’, ahuecar [aweˈkar] ’kivájni’;
- [u̯] félmagánhangzó magánhangzó után: deuda [ˈdeu̯da] ’adósság’.

### A románban
A román nyelv hagyományos fonetikájában félmagánhangzóknak, ritkábban félmássalhangzóknak nevezik a következő hangokat: [i̯] (pl. a iarbă ’fű’ szóban), [u̯] (rouă ’harmat’), [e̯] (seară ’este’) és [o̯] (doagă ’donga’). Úgy tekintik, hogy magánhangzóknak felelnek meg, és hogy mindegyik csak magánhangzóval együtt egyazon szótagban ejthető ki diftongusokban és triftongusokban, amelyek következésképpen akármelyik helyzetben előfordulhatnak.
Hagyományosan ezeket a hangokat vagy nem kezelik fonológiai szempontból, vagy a fonológia annyiban játszik közre, hogy a nekik megfelelő /i/, /u/, /e/, illetve /o/ allofónjaiknak tekintik őket. Egy másik vélemény szerint [i̯] és [u̯] valójában a /j/ és a /w/ mássalhangzó fonémák, [e̯] és [o̯] pedig az /e̯/ és /o̯/ félhangzó fonémák.
Ezekkel szemben van egészen más nézet is, amelyben /j/ és /w/ glide-nak nevezett fonémák, [e̯] és [o̯] pedig csupán aszillabikus részek két diftongusban (/e̯a/ és /o̯a/, és ezek maguk magánhangzó fonémák. Ezeken kívül semelyik glide és magánhangzó kombinációja sem lenne diftongus.

## Egyéb nem fonemikus használatok
A félhangzóknak nevezett hangoknak különféle nyelvekben meglehet az a nem fonemikus szerepe is, hogy más hangokat kötnek össze, például hangűr (hiátus) kiküszöbölése céljából.
Például a sztenderd francia hangűrös kiejtését ajánlja az olyan szavaknak, mint oublier [ubliˈe] ’felejteni’ vagy pays [peˈi] ’ország’, de megengedi a hangűr kitöltését a [j] beiktatásával: [ubliˈje], [peˈji].
A románban régi szavakban kitöltik a hangűrt [j]-vel /i/ után és [w]-vel /u/ előtt, pl. vie [ˈvi.je] ’szőlő(ültetvény)’, laudă [ˈla.wu.də] ’dicséret’. Szavak közötti határon van kötelező és nem kötelező hangűrkitöltés. Egyes hangsúlytalan személyes névmások alakjai és az avea ’birtokolni’ segédige egy szótagú alakjai között a hangűrt kötelezően diftongus vagy triftongus aszillabikus része tölti ki, pl. te-am întrebat ’kérdeztem tőled’, ne-ai povestit ’elmesélted nekünk’. Ugyanezzel a módszerrel kitölthető a hangűr a gyors beszédben elöljárószók és lexikai jelentésű szavak között, pl. de atunci [de.aˈtunt͡ʃʲ] → de-atunci [de̯aˈtunt͡ʃʲ] ’azóta’, pe aici [pe.aˈjit͡ʃʲ] → pe-aici [pe̯aˈjit͡ʃʲ] ’errefelé’. Ezt a kiejtési módot szinerézisnek nevezik.
A [j]-vel való hangűrkitöltés megvan olyan nyelvekben is, amelyek nyelvészetei nem tartanak számon félhangzókat, mint a magyar. Ez az esete a dió [ˈdi.joː], fiú [ˈfi.juː], tea [ˈte.ja] szavaknak.
A közép-délszláv diarendszer nyelveinek (BHMSz) nyelvészetében sincs szó félhangzókról, de ezekben a nyelvekben is megvan a [j]-vel való hangűrkitöltés, például régi szavakban /i/ és /o/ között: bio [ˈbi.jo] (a létige cselekvőnek nevezett melléknévi igeneve). Viszonylag nem régi jövevényszavakban írásban is megjelenik ez a [j]: filozofija, orijent ’kelet’, trijumf ’diadal’.
Az angol nyelv fonetikájában van olyan vélemény is, hogy a glide átmeneti hang mássalhangzó és magánhangzó között is, pl. [j] a tune [tjuːn] ’dallam’ szóban, anélkül hogy legalábbis egyes munkákban a mássalhangzó + glide + magánhangzó csoportot diftongust tartalmazónak tekintenék. Ellenben más nyelvekre vonatkozó munkákban ez diftongusnak számít.